# إل كارتيل ريكوردز
إل كارتيل ريكوردز (المعروفة سابقًا باسم Los Cangris Music Inc أو El Cartel Productions) هي علامة تسجيل أنشأها المغني البورتوريكي دادي يانكي. بعد إطلاق ألبوم Barrio Fino، أول ألبوم ناجح تجاريًا لدادي يانكي، بدأ فنانون مثل تيمبو ونيكي جام ودي لا غيتو و غيرهم بالعمل تحت هذه العلامة.